# Adamussium colbecki
Adamussium colbecki é uma espécie de bivalve molusco pertencente à extensa família das vieiras, conhecida como Pectinidae. Até 2016, acreditava-se que fosse a única espécie do gênero Adamussium [en], quando uma espécie extinta do Plioceno foi descrita. Sua relação exata com outros membros da família Pectinidae permanece incerta. É encontrada nos mares gelados ao redor da Antártida, por vezes em grandes profundidades.
A A. colbecki é uma vieira de grande porte e crescimento lento, que habita o fundo marinho. Sua concha [en] é formada por um par de valvas calcárias com nervuras, que protegem o corpo mole e são unidas por um ligamento em uma dobradiça. Alimenta-se de algas verdes microscópicas e, em algumas áreas, ocorre em grandes quantidades. A espécie pode se mover ao bater suas valvas e recuar rapidamente para escapar de ameaças. É um membro importante da comunidade do fundo marinho antártico, pois a valva superior frequentemente serve como substrato para algas, esponjas e outros organismos. Além disso, juvenis se fixam por fios à valva superior de conchas mais velhas, usando-as como base por vários anos enquanto crescem. Vieiras adultas têm sido usadas em pesquisas para estudar o acúmulo de metais pesados em organismos marinhos.

## Taxonomia
A vieira antártica foi descrita pela primeira vez pelo zoólogo britânico Edgar Albert Smith [en] em 1902, como Pecten colbecki. Smith, que trabalhava no Museu Britânico, examinava e descrevia conchas de coleções depositadas ao longo dos anos. Em 1934, o malacologista alemão Johannes Thiele [en] concluiu que as características da vieira antártica eram suficientemente distintas das de outros membros do gênero Pecten [en] para justificar sua inclusão em um gênero separado, Adamussium. Mais recentemente, estudos sobre a estrutura dos cromossomos e do DNA mitocondrial de A. colbecki foram realizados, mas sua relação filogenética exata com outros pectinídeos ainda não está clara. O nome específico provavelmente homenageia William Colbeck, cartógrafo e observador magnético da Expedição Antártica Southern Cross britânica (1898–1900).

## Descrição
A concha da vieira antártica cresce até cerca de 7 cm de comprimento e 7 cm de largura, com um contorno quase circular. As duas valvas vermelho-arroxeadas são finas como papel  e ligeiramente convexas, unidas por uma dobradiça longa e levemente sinuosa. Próximo à dobradiça, há um umbo ou bico em cada valva, uma protuberância elevada de onde partem as nervuras. Os umbos não são muito proeminentes, e em cada lado deles há processos alados irregulares, as aurículas. Em espécimes menores, há cerca de 12 nervuras rasas divergindo dos umbos, com sulcos adicionais aparecendo entre elas à medida que a concha cresce. A superfície externa das valvas apresenta uma fina escultura de linhas concêntricas. As aurículas também são finamente esculpidas, com linhas de crescimento anuais visíveis. O interior das valvas é rosado. Uma franja de numerosos tentáculos pequenos se projeta do manto entre as duas valvas, e há vários olhos simples alinhados ao redor da borda. As valvas são mantidas fechadas por poderosos músculos adutores [en], que trabalham em oposição a um ligamento elástico localizado logo atrás dos umbos, que tende a abrir as valvas. As flanges das aurículas proporcionam uma ampla fixação para esse ligamento. A vieira antártica pode ser confundida com outras vieiras, outros bivalves ou conchas de lâmpada.

## Distribuição e habitat
A vieira antártica é endêmica das águas ao redor da Antártida, majoritariamente dentro do Círculo Antártico, incluindo o Mar de Ross, o Mar de Weddell, o Mar de Davis, o Estreito de McMurdo e o Oceano Antártico. Embora seja comumente encontrada em profundidades menores que 100 m, veículos subaquáticos operados remotamente equipados com luzes e câmeras registraram a vieira em profundidades muito maiores, incluindo um registro a 4840 m. Habita diversos substratos, como areia, cascalho e lodo, seja na superfície ou parcialmente submersa no sedimento. Pode bater suas brânquias ligeiramente para criar uma cavidade onde se estabelecer. Em águas rasas, geralmente se fixa por fios de bissus a superfícies duras para evitar ser arrastada pelo movimento da água. Em maiores profundidades, costuma viver livre.
Embora a vieira antártica tenha uma distribuição circumpolar, essa é muito descontínua, e, de modo geral, não é comum. Em alguns locais, é encontrada em densidades de até 90 indivíduos por metro quadrado  e, na Baía Terra Nova no Mar de Ross, em profundidades entre 40 m e 80 m, algumas camas de vieiras estavam tão densas que indivíduos adultos se sobrepunham. Em outros locais aparentemente adequados, estava completamente ausente. Uma possível explicação é que sua concha fina como papel é característica de bivalves que vivem em áreas profundas e estáveis, com pouco movimento de água. Os locais mais rasos onde agora prospera são caracterizados por baías protegidas ou por extensa cobertura de gelo marinho, que proporcionam um ambiente estável, não afetado por ondas de tempestade e onde o impacto de icebergs geralmente não ocorre. Também está ausente em habitats dominados por outras comunidades de alimentação suspensa bentônica, mas é encontrada em habitats com sedimentos moles e sem comunidades dominantes de cnidários e esponjas. Isso pode ser devido à intensa predação de suas larvas nesses locais, impedindo seu estabelecimento.

## Comportamento

### Locomoção
A vieira antártica pode nadar lentamente ao abrir e fechar suas valvas, avançando com a borda da concha à frente. Detecta o movimento de objetos próximos com seus olhos rudimentares e, para escapar de predadores, pode se mover rapidamente com os umbos à frente, fechando as valvas bruscamente. Uma câmera controlada remotamente posicionada no fundo do mar frequentemente constata que todas as vieiras originalmente em seu campo de visão se moveram para outros locais.

### Alimentação
Como outros membros da família Pectinidae, a vieira antártica é uma alimentadora por suspensão, extraindo nutrientes da água do mar ao seu redor. Bandas de cílios no véu, uma dobra semelhante a uma cortina do manto, direcionam partículas para as brânquias. O oxigênio é absorvido pelas brânquias, e partículas alimentares, principalmente algas microscópicas, são capturadas em muco e transportadas para a boca por cílios. Há um aumento sazonal de algas de gelo [en] microscópicas, que se tornam disponíveis para alimentadores por suspensão quando o gelo marinho derrete no verão, período em que ocorre a maior parte do crescimento anual. Pesquisas mostram que isso resulta do aumento da temperatura do mar, e não da maior disponibilidade de alimento.

### Reprodução
O crescimento da vieira antártica é muito lento em comparação com o de vieiras de mares mais quentes. Ela atinge a maturidade entre 5 e 7 anos, e a desova ocorre no final do verão. Pouco se sabe sobre o desenvolvimento das larvas velígeras, mas elas podem ser planctônicas por 4 ou 5 meses. Além de se alimentarem de fitoplâncton e pequeno zooplâncton, podem absorver matéria orgânica dissolvida e consumir bacterioplâncton. Ao se estabelecerem, ocorre a metamorfose, e os juvenis se fixam com fios de bissus, frequentemente às valvas superiores de vieiras adultas, permanecendo fixos por 3 a 5 anos. Enquanto fixos à concha adulta, os juvenis se beneficiam de partículas alimentares no detrito fino suspenso na coluna d'água pelos movimentos do adulto. Ao estudar tamanhos e taxas de crescimento de adultos, pesquisadores notaram lacunas nos registros, devido ao fato de que, em alguns anos, nenhum juvenil sobreviveu.

## Ecologia

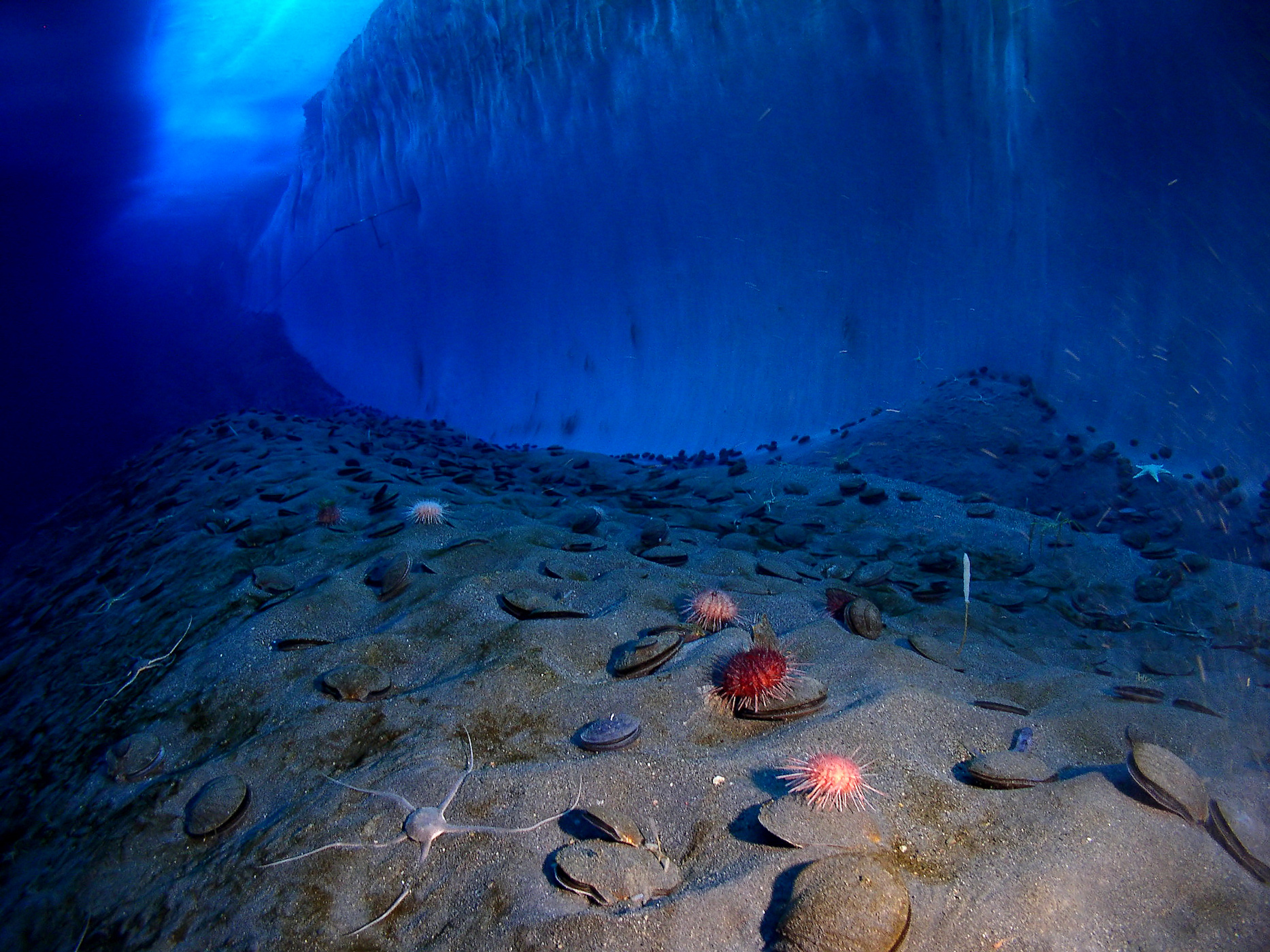
Subaquático no Estreito de McMurdo com uma parede de gelo ao fundo e muitas vieiras antárticas, vários ouriços-do-mar, en, estrelas frágeis, en, e uma esponja branca em forma de clava, en

A vieira antártica é monitorada em conexão com a classificação de Ecossistemas Marinhos Vulneráveis (VME) estabelecida pela Convenção para Conservação dos Recursos Vivos Marinhos Antárticos (CCAMLR). Assim, é necessário notificar quando embarcações capturam a vieira como captura acessória durante atividades pesqueiras.
A vieira antártica frequentemente vive em associação com o ouriço-do-mar antártico, Sterechinus neumayeri [en], e a estrela-do-mar Odontaster validus [en]. Invertebrados predadores encontrados nas proximidades incluem o gastrópode Neobuccinum eatoni [en] e o verme fita Parborlasia corrugatus. As técnicas de forrageamento do peixe nototenoide Trematomus bernacchii [en] o tornam um dos principais predadores de vieiras antárticas de tamanho médio. Fora isso, a vieira antártica tem poucos predadores, e indivíduos grandes são habilidosos em saltar e nadar para escapar de ataques. Juvenis fixados se beneficiam disso. No entanto, as vieiras são intolerantes a baixos níveis de salinidade, e a mortalidade pode ocorrer devido à formação de uma poça de água relativamente doce sob o gelo marinho durante o derretimento no verão.
Há um grande número de organismos epifaunais vivendo nas conchas das vieiras antárticas, que podem representar 90% do substrato duro disponível em uma região onde superfícies rochosas são raras e o fundo do mar é majoritariamente sedimentar. Por abrigar uma comunidade diversa de invertebrados e algas em sua concha, a vieira antártica é considerada uma "espécie fundamental [en]", de grande importância em seu habitat. A capacidade de nadar e se deslocar para outros locais auxilia na dispersão desses organismos. Os epífitas incluem diatomáceas bentônicas, foraminíferos, bactérias, briozoários, esponjas e algas. O foraminífero Cibicides refulgens vive parasitariamente na concha da vieira e também se alimenta das algas e bactérias que crescem ali. Em um estudo, 10 espécies diferentes de demospongias foram encontradas crescendo em uma única vieira antártica. A demospongia Homaxinella balfourensis [en] é um dos epibiontes mais comuns, crescendo inofensivamente na concha da vieira. A relação entre esponja e vieira pode ser simbiótica; a esponja evita ser soterrada por sedimento, enquanto a vieira se beneficia da proteção fornecida pela esponja, que é desagradável a muitos predadores.
O hidrozoário Hydractinia angusta mantém uma relação mutualística com a vieira. Um estudo mostrou que suas larvas preferem se estabelecer perto de outros epibiontes, geralmente em conchas de vieiras, e que as larvas de vieiras são desencorajadas de se fixarem perto de colônias do hidrozoário. Supõe-se que o hidrozoário se beneficia de um substrato sólido para viver, e, embora a vieira se beneficie da proteção contra predadores proporcionada pelas células urticantes do hidrozoário, é prejudicada pela falha de suas larvas em se estabelecerem em sua localização preferida, nas conchas de vieiras maduras.

## Pesquisa
Um estudo de laboratório examinou os efeitos do aumento de chumbo, cobre e mercúrio na água sobre a vieira antártica. Constatou-se que o aumento dos níveis de metais pesados causou alterações morfológicas severas na vieira e uma redução na estabilidade da membrana lisossômica. Outro experimento envolveu o transplante de vieiras de uma área de água limpa para uma baía onde efluentes de uma base antártica eram liberados. Constatou-se que as vieiras foram relativamente pouco afetadas pelos efluentes, levando à crença de que as comunidades marinhas bentônicas provavelmente não seriam gravemente impactadas por tais descargas.
Outro estudo analisou os tecidos de Adamussium colbecki e os comparou com os de Pecten jacobaeus [en], uma espécie de vieira de águas temperadas. Verificou-se que cobre, ferro, cádmio e cromo estavam concentrados no órgão digestivo da vieira antártica. Os níveis de cádmio, em particular, eram mais altos na vieira antártica do que em P. jacobaeus e outros pectinídeos, mas zinco e manganês, encontrados no rim, eram consideravelmente mais baixos.